# Unione Sportiva Lecce 2003-2004
Questa voce raccoglie le informazioni riguardanti l'Unione Sportiva Lecce nelle competizioni ufficiali della stagione 2003-2004.

## Stagione
Il decimo campionato del Lecce in Serie A, sotto la guida del confermato Delio Rossi, inizia con un pesante rovescio in casa della Lazio, poi arriva la prima vittoria, nel match interno contro l'Ancona. Seguono cinque sconfitte di fila che fanno precipitare i salentini nei bassifondi della graduatoria. La vittoria all'ottava giornata contro  l'Empoli e i due pareggi seguenti interrompono la crisi di risultati, ma nelle successive sei gare i giallorossi raccolgono solo un punto, pareggiando in casa contro la Juventus, per poi chiudere il girone d'andata con una vittoria esterna sulla Reggina portandosi a quota 12 punti, cinque in meno rispetto ai calabresi, ultima squadra virtualmente salva. Rinforzatosi nella finestra di gennaio del calciomercato con gli ingaggi di Vincenzo Sicignano, Jorge Eladio Bolano e Daniele Franceschini, il Lecce cambia volto nel girone di ritorno: dopo la sconfitta interna contro la Lazio arrivano, infatti, ben sette risultati utili consecutivi (quattro vittorie e tre pareggi) che consentono al club salentino di risalire posizioni in graduatoria. Dopo una mini-crisi tra la ventiseiesima e la ventinovesima giornata (tre sconfitte e un pari in quattro partite), i giallorossi sono autori di un grande finale di stagione: con ben quattro vittorie e un pareggio nelle ultime cinque giornate ottengono la salvezza grazie al decimo posto finale. Per la permanenza in massima serie del Lecce risultano decisive le vittorie conseguite contro Juventus (mai battuta in precedenza a Torino) e Inter. Al termine di Lecce-Reggina del 16 maggio 2004, i tifosi di entrambe le squadre festeggiarono le salvezze di giallorossi e amaranto.
In questa stagione il Lecce stabilisce il proprio primato di vittorie consecutive in Serie A: tre (dalla trentesima alla trentaduesima giornata, contro Udinese in casa, Juventus in trasferta e Inter in casa); la striscia sarà eguagliata nella stagione 2019-2020 e nella stagione 2022-2023. Tra i protagonisti della stagione dei salentini figura Ernesto Chevantón: i 19 gol realizzati in Serie A in 31 giornate gli valgono la quarta piazza nella classifica dei cannonieri della massima serie e il titolo di miglior marcatore del Lecce in Serie A, primato che poi sarà eguagliato da Mirko Vučinić nel 2004-2005. Chevantón stabilisce inoltre il nuovo record di gol totali con la maglia leccese, 30 reti, grazie alle quali batte il precedente primato stabilito da Pedro Pablo Pasculli.
Nella Coppa Italia i giallorossi vinsero all'esordio nel girone di primo turno sul campo dell'Avellino, ma in seguito furono puniti con due sconfitte a tavolino ed eliminati dal torneo per essersi rifiutati di scendere in campo per solidarietà con le squadre di Serie B, che protestavano contro l'allargamento a 24 della serie cadetta.

## Divise e sponsor
Il fornitore di materiale tecnico per la stagione 2003-2004 è stato Asics, mentre lo sponsor di maglia Provincia di Lecce.
| 1º Maglia | 2º Maglia | 3º Maglia |

## Rosa
| N. |                                | Ruolo | Calciatore           |
| -- | ------------------------------ | ----- | -------------------- |
| 1  | Italia (bandiera)              | P     | Marco Amelia         |
| 1  | Italia (bandiera)              | P     | Vincenzo Sicignano   |
| 2  | Francia (bandiera)             | D     | Philippe Billy       |
| 4  | Italia (bandiera)              | C     | Luigi Piangerelli    |
| 4  | Italia (bandiera)              | C     | Nicola Mariniello    |
| 5  | Italia (bandiera)              | D     | Alberto Savino       |
| 5  | Italia (bandiera)              | D     | Mariano Stendardo    |
| 6  | Italia (bandiera)              | C     | Alessandro Budel     |
| 6  | Colombia (bandiera)            | C     | Jorge Bolaño         |
| 7  | Bulgaria (bandiera)            | A     | Valeri Božinov       |
| 8  | Slovenia (bandiera)            | A     | Sebastjan Cimirotič  |
| 8  | Italia (bandiera)              | C     | Daniele Franceschini |
| 9  | Serbia e Montenegro (bandiera) | A     | Mirko Vučinić        |
| 10 | Uruguay (bandiera)             | C     | Guillermo Giacomazzi |
| 11 | Italia (bandiera)              | D     | Cesare Bovo          |
| 12 | Italia (bandiera)              | P     | Andrea Panico        |
| 13 | Italia (bandiera)              | D     | Cristian Silvestri   |

| N. |                                | Ruolo | Calciatore              |
| -- | ------------------------------ | ----- | ----------------------- |
| 14 | Italia (bandiera)              | D     | Max Tonetto             |
| 15 | Italia (bandiera)              | D     | Andrea Esposito         |
| 16 | Italia (bandiera)              | C     | Marco Testa             |
| 17 | Francia (bandiera)             | C     | Wilfried Dalmat         |
| 18 | Italia (bandiera)              | A     | Graziano Pellè          |
| 19 | Uruguay (bandiera)             | A     | Ernesto Chevantón       |
| 20 | Italia (bandiera)              | D     | Sebastiano Siviglia     |
| 21 | Italia (bandiera)              | D     | Lorenzo Stovini         |
| 23 | Serbia e Montenegro (bandiera) | P     | Vukašin Poleksić        |
| 24 | Argentina (bandiera)           | C     | Cristian Daniel Ledesma |
| 25 | Costa d'Avorio (bandiera)      | A     | Axel Konan              |
| 26 | Italia (bandiera)              | D     | Erminio Rullo           |
| 27 | Mali (bandiera)                | C     | Drissa Diarra           |
| 28 | Paesi Bassi (bandiera)         | C     | Djuric Winklaar         |
| 29 | Costa d'Avorio (bandiera)      | D     | Arnaud Kouyo            |
| 77 | Italia (bandiera)              | D     | Marco Cassetti          |
| 81 | Italia (bandiera)              | D     | Giuseppe Abruzzese      |

## Calciomercato

### Sessione invernale
| Acquisti | Acquisti             | Acquisti | Acquisti |
| R.       | Nome                 | da       | Modalità |
| -------- | -------------------- | -------- | -------- |
| P        | Vincenzo Sicignano   | Parma    | ?        |
| D        | Mariano Stendardo    | Taranto  | ?        |
| C        | Jorge Bolaño         | Parma    | ?        |
| C        | Daniele Franceschini | Chievo   | ?        |
| C        | Nicola Mariniello    | Foggia   | ?        |
| C        | Wilfried Dalmat      | Grenoble | ?        |

| Cessioni | Cessioni            | Cessioni       | Cessioni |
| R.       | Nome                | a              | Modalità |
| -------- | ------------------- | -------------- | -------- |
| P        | Marco Amelia        | Parma          | ?        |
| D        | Alberto Savino      | Ternana        | ?        |
| C        | Alessandro Budel    | Genoa          | ?        |
| C        | Marco Testa         | SPAL           | ?        |
| C        | Djuric Winklaar     | SPAL           | ?        |
| C        | Luigi Piangerelli   | Fiorentina     | ?        |
| A        | Sebastjan Cimirotič | Publikum Celje | ?        |

## Risultati

### Serie A

#### Girone di andata
| Arbitro: | Bertini (Arezzo) |

|                                              |           |           |
| Albertini 20’ Corradi 25’ Fiore 36’ Oddo 84’ | Marcatori | 50’ Konan |

| Arbitro: | Ayroldi (Molfetta) |

|                                       |           |                 |
| Siviglia 34’ Vučinić 79’ Cassetti 84’ | Marcatori | 69’ (rig.) Ganz |

| Arbitro: | Racalbuto (Gallarate) |

|               |           |                       |
| Chevantón 59’ | Marcatori | 53’ Lanna 71’ Cossato |

| Arbitro: | Rosetti (Torino) |

|                                |           |  |
| Ševčenko 22’, 68’ Tomasson 89’ | Marcatori |  |

| Arbitro: | Pellegrino (Barcellona Pozzo di Gotto) |

|              |           |                                    |
| Cassetti 32’ | Marcatori | 7’, 69’, 83’ Caracciolo 86’ Baggio |

| Arbitro: | Farina (Novi Ligure) |

|                            |           |  |
| Vignaroli 63’ Kamara 90+3’ | Marcatori |  |

| Arbitro: | Saccani (Mantova) |

|                       |           |              |
| Taddei 12’ Chiesa 76’ | Marcatori | 9’ Chevantón |

| Arbitro: | Rosetti (Torino) |

|                          |           |            |
| Chevantón 2’ (rig.), 43’ | Marcatori | 60’ Rocchi |

| Arbitro: | Rosetti (Torino) |

|                            |           |                          |
| Margiotta 45+2’ Grosso 82’ | Marcatori | 7’ Chevantón 66’ Ledesma |

| Lecce 23 novembre 2003, ore 15:00 10ª giornata | Lecce             | 0 – 0 referto | Sampdoria | Stadio Via del Mare\| Arbitro: \| Rizzoli (Bologna) \| |
| Arbitro:                                       | Rizzoli (Bologna) |               |           |                                                        |

| Arbitro: | Dondarini (Finale Emilia) |

|                                 |           |               |
| Mancini 18’ Carew 45’ Totti 77’ | Marcatori | 89’ Chevantón |

| Arbitro: | Bergonzi (Genova) |

|                      |           |                 |
| Chevantón 73’ (rig.) | Marcatori | 47’, 78’ Morfeo |

| Arbitro: | Dondarini (Finale Emilia) |

|           |           |  |
| Pinzi 31’ | Marcatori |  |

| Arbitro: | Pellegrino (Barcellona Pozzo di Gotto) |

|           |           |               |
| Konan 24’ | Marcatori | 87’ Trezeguet |

| Arbitro: | Rodomonti (Teramo) |

|                                |           |         |
| Cruz 49’ Córdoba 59’ Vieri 84’ | Marcatori | 3’ Bovo |

| Arbitro: | Pieri (Genova) |

|             |           |                      |
| Bojinov 22’ | Marcatori | 13’ Pecchia 77’ Tare |

| Arbitro: | Rodomonti (Roma) |

|           |           |                               |
| Cozza 26’ | Marcatori | 2’, 60’ Bojinov 49’ Chevantón |

#### Girone di ritorno
| Arbitro: | Dondarini (Finale Emilia) |

|  |           |           |
|  | Marcatori | 55’ César |

| Arbitro: | Girardi (San Donà di Piave) |

|  |           |                        |
|  | Marcatori | 1’ Chevantón 61’ Konan |

| Arbitro: | Dondarini (Finale Emilia) |

|                                 |           |                                                |
| Luciano 45+3’ D'Anna 88’ (rig.) | Marcatori | 17’ (aut.) Barzagli 21’ Chevantón 57’ Cassetti |

| Arbitro: | Pieri (Lucca) |

|               |           |              |
| Chevantón 19’ | Marcatori | 53’ Ševčenko |

| Arbitro: | Dattilo (Locri) |

|              |           |                            |
| Baggio 90+2’ | Marcatori | 13’ Chevantón 88’ Cassetti |

| Arbitro: | De Santis (Roma) |

|                      |           |  |
| Chevantón 69’ (rig.) | Marcatori |  |

| Lecce 7 marzo 2004, ore 15:00 24ª giornata | Lecce            | 0 – 0 referto | Siena | Stadio Via del Mare\| Arbitro: \| Rodomonti (Roma) \| |
| Arbitro:                                   | Rodomonti (Roma) |               |       |                                                       |

| Empoli 13 marzo 2004, ore 18:00 25ª giornata | Empoli            | 0 – 0 referto | Lecce | Stadio Carlo Castellani\| Arbitro: \| Messina (Bergamo) \| |
| Arbitro:                                     | Messina (Bergamo) |               |       |                                                            |

| Arbitro: | Morganti (Ascoli Piceno) |

|            |           |                           |
| Dalmat 86’ | Marcatori | 14’ Brienza 60’ Di Loreto |

| Arbitro: | Gabriele (Frosinone) |

|                |           |                                  |
| Flachi 8’, 42’ | Marcatori | 35’ (rig.) Chevantón 90+4’ Konan |

| Arbitro: | Trefoloni (Siena) |

|  |           |                                                |
|  | Marcatori | 50’ Emerson 54’ (aut.) Bovo 90+4’ (rig.) Totti |

| Arbitro: | Pieri (Lucca) |

|                               |           |               |
| Carbone 1’ Gilardino 42’, 83’ | Marcatori | 62’ Chevantón |

| Arbitro: | Dondarini (Finale Emilia) |

|                            |           |               |
| Cassetti 44’ Chevantón 85’ | Marcatori | 23’ Jørgensen |

| Arbitro: | Paparesta (Bari) |

|                                        |           |                                               |
| Trezeguet 3’ Maresca 56’ Del Piero 79’ | Marcatori | 23’ Franceschini 30’, 44’ Konan 52’ Chevanton |

| Arbitro: | Rosetti (Torino) |

|                      |           |                    |
| Tonetto 47’ Bovo 70’ | Marcatori | 36’ (rig.) Adriano |

| Arbitro: | De Marco (Chiavari) |

|          |           |                 |
| Tare 34’ | Marcatori | 90+5’ Chevantón |

| Arbitro: | Rocchi (Firenze) |

|                                |           |                |
| Chevantón 11’ Franceschini 38’ | Marcatori | 32’ Dall'Acqua |

## Statistiche

### Statistiche di squadra
| Competizione | Punti | In casa | In casa | In casa | In casa | In casa | In casa | In trasferta | In trasferta | In trasferta | In trasferta | In trasferta | In trasferta | Totale | Totale | Totale | Totale | Totale | Totale | DR  |
| Competizione | Punti | G       | V       | N       | P       | Gf      | Gs      | G            | V            | N            | P            | Gf           | Gs           | G      | V      | N      | P      | Gf     | Gs     | DR  |
| ------------ | ----- | ------- | ------- | ------- | ------- | ------- | ------- | ------------ | ------------ | ------------ | ------------ | ------------ | ------------ | ------ | ------ | ------ | ------ | ------ | ------ | --- |
| Serie A      | 41    | 17      | 6       | 4       | 7       | 19      | 23      | 17           | 5            | 4            | 8            | 24           | 33           | 34     | 11     | 8      | 15     | 43     | 56     | -13 |
| Coppa Italia | -     | 1       | 0       | 0       | 1       | 0       | 3       | 2            | 1            | 0            | 1            | 1            | 3            | 3      | 1      | 0      | 2      | 1      | 6      | -5  |
| Totale       | -     | 18      | 6       | 4       | 8       | 19      | 26      | 19           | 6            | 4            | 9            | 25           | 36           | 37     | 12     | 8      | 17     | 44     | 62     | -18 |

### Andamento in campionato
| Giornata  | 1 | 2 | 3 | 4 | 5 | 6 | 7 | 8 | 9 | 10 | 11 | 12 | 13 | 14 | 15 | 16 | 17 | 18 | 19 | 20 | 21 | 22 | 23 | 24 | 25 | 26 | 27 | 28 | 29 | 30 | 31 | 32 | 33 | 34 |
| --------- | - | - | - | - | - | - | - | - | - | -- | -- | -- | -- | -- | -- | -- | -- | -- | -- | -- | -- | -- | -- | -- | -- | -- | -- | -- | -- | -- | -- | -- | -- | -- |
| Luogo     | T | C | C | T | C | T | T | C | T | C  | T  | C  | T  | C  | T  | C  | T  | C  | T  | T  | C  | T  | C  | C  | T  | C  | T  | C  | T  | C  | T  | C  | T  | C  |
| Risultato | P | V | P | P | P | P | P | V | N | N  | P  | P  | P  | N  | P  | P  | V  | P  | V  | V  | N  | V  | V  | N  | N  | P  | N  | P  | P  | V  | V  | V  | N  | V  |

Legenda:

Luogo: C = Casa; T = Trasferta. Risultato: V = Vittoria; N = Pareggio; P = Sconfitta.}